# Норріс-Біч
Норріс-Біч (англ. Norris Beach) — літнє село в Канаді, у провінції Альберта, у складі муніципального району Ветасківін № 10.

## Населення
За даними перепису 2016 року, літнє село нараховувало 38 осіб постійного населення, показавши скорочення на 17,4%, порівняно з 2011-м роком. Середня густина населення становила 191,4 осіб/км².

## Клімат
Середня річна температура становить 2,6°C, середня максимальна – 21°C, а середня мінімальна – -18,3°C. Середня річна кількість опадів – 514 мм.
| Клімат поселення                              | Клімат поселення | Клімат поселення | Клімат поселення | Клімат поселення | Клімат поселення | Клімат поселення | Клімат поселення | Клімат поселення | Клімат поселення | Клімат поселення | Клімат поселення | Клімат поселення | Клімат поселення |
| Показник                                      | Січ.             | Лют.             | Бер.             | Квіт.            | Трав.            | Черв.            | Лип.             | Серп.            | Вер.             | Жовт.            | Лист.            | Груд.            |                  |
| Середній максимум, °C                         | −6,46            | −3,26            | 1,26             | 9,14             | 14,83            | 19,01            | 20,99            | 20,71            | 15,74            | 10,60            | 1,46             | −4,09            |                  |
| Середня температура, °C                       | −12,35           | −9,17            | −4,64            | 3,24             | 8,93             | 13,09            | 15,47            | 15,23            | 10,23            | 5,10             | −4,02            | −9,6             |                  |
| Середній мінімум, °C                          | −18,26           | −15,08           | −10,54           | −2,67            | 3,03             | 7,20             | 10,00            | 9,72             | 4,74             | −0,38            | −9,52            | −15,09           |                  |
| Норма опадів, мм                              | 24               | 17               | 21               | 32               | 55               | 86               | 101              | 69               | 46               | 26               | 21               | 16               |                  |
| Середньомісячна швидкість вітру, м/с          | 3.20             | 3.30             | 3.42             | 3.70             | 3.70             | 3.30             | 3.00             | 2.90             | 3.10             | 3.40             | 3.30             | 3.30             |                  |
| Середньомісячна сонячна радіація, кДж/м²·день | 3688             | 7200             | 12335            | 17182            | 20714            | 22135            | 22419            | 18743            | 12851            | 7687             | 3904             | 2716             |                  |
| --------------------------------------------- | ---------------- | ---------------- | ---------------- | ---------------- | ---------------- | ---------------- | ---------------- | ---------------- | ---------------- | ---------------- | ---------------- | ---------------- | ---------------- |
| Джерело:                                      |                  |                  |                  |                  |                  |                  |                  |                  |                  |                  |                  |                  |                  |